# جيمي لاي
جيمي لاي (بالصينية: 黎智英) هو شخصية أعمال ورائد أعمال صيني، ولد في 8 ديسمبر 1947 في غوانزو في الصين.